# Letzte Spur Berlin
Letzte Spur Berlin (erste Staffel: Die letzte Spur) ist eine deutsche Krimiserie, die von der Novafilm Fernsehproduktion im Auftrag des ZDF produziert wurde.

## Inhalt

### Handlung
Die Serie spielt in Berlin. Eine fiktive Einheit des Berliner Landeskriminalamts, die eigenständig arbeitende Vermisstenstelle, versucht, das Schicksal kürzlich vermisster Personen aufzuklären. Kriminalhauptkommissar Oliver Radek, Kriminalhauptkommissarin Mina Amiri und Kriminaloberkommissarin Sandra Reiß bilden das bereits vorhandene Ermittlerteam, zu dem in der ersten Episode der neue Kollege Kriminaloberkommissar Daniel Prinz stößt. Er ist der Exfreund von Sandra Reiß, was zunächst zu Spannungen im Team führt.
Während der dritten Staffel befindet sich Mina Amiri im Mutterschutz. Ihre Vertretung in dieser Zeit übernimmt die Kriminalkommissarin Caro Haffner. Nach dem Ende ihrer Vertretungszeit wechselt sie zunächst zum Dezernat für Organisierte Kriminalität und später in die Asservatenkammer.
In der vierten Staffel entwendet Kriminaloberkommissar Daniel Prinz aufgrund finanzieller Probleme seines Vaters konfisziertes Geld aus der Asservatenkammer und wird daraufhin wegen Unterschlagung von seiner Kollegin Sandra Reiß verhaftet. Er wird durch Kriminaloberkommissar Mark Lohmann, einen ehemaligen GSG-9-Beamten, ersetzt. In der letzten Episode taucht Daniel Prinz noch einmal auf, er ermittelt undercover gegen einen korrupten Kommissar. Bei dessen Festnahme wird Sandra Reiß angeschossen, sie verlässt danach die Vermisstenstelle, um den Psychologen Konstantin Westhoff zu heiraten und das gemeinsame Kind zur Welt zu bringen. Ihren Platz nimmt zu Beginn der fünften Staffel die Polizeischulabsolventin und Kriminalkommissarin Lucy Elbe aus Neukölln ein.
Zu Beginn der siebten Staffel verlässt Kriminaloberkommissar Mark Lohmann das Team der Vermisstenstelle. Nach einem finalen Rettungsschuss, bei dem er seine Kollegin Lucy Elbe aus den Händen eines Entführers rettet, verliert er zunächst die Kontrolle und gibt noch mehrere weitere Schüsse ab. Später taucht er unter und kann erst durch seine Kollegen von einem Suizid abgehalten werden. Anschließend begibt er sich in stationäre Behandlung. Sein Nachfolger wird Kriminaloberkommissar Alexander von Tal, welcher anfangs große Probleme mit dem restlichen Team hat, dann aber besonders zu Mina Amiri einen Zugang findet, was in einer Affäre der beiden endet. In der letzten Episode der Staffel wechselt Alexander von Tal zur Mordkommission und verlässt das Team.
Zu Beginn der achten Staffel wird Alexander von Tal als Kommissar der Mordkommission in Ermittlungen der Vermisstenstelle eingebunden. Jedoch hat er Probleme mit seiner neuen Chefin und gerät mit ihr in einen Konflikt aufgrund ihres Vorgehens in den Ermittlungen. Am Ende der ersten Episode der achten Staffel fragt Alexander von Tal Oliver Radek, ob seine Stelle bei der Vermisstenstelle noch unbesetzt sei und er zurückkehren dürfe. Die Antwort fällt positiv aus. Zum Ende der achten Staffel beschließt Kriminalkommissarin Lucy Elbe an einem Austauschprogramm in Schweden teilzunehmen und verlässt das Team vorübergehend.
In der neunten Staffel kommt Jessica Papst als Vertretung für Lucy Elbe zum Team. Zwischen Staffel 10 und 11 gab es ein „Spezial“ in Form einer Doppelfolge, bei der Lucy Elbe nicht mitwirkte. In Staffel 11 vertritt Richard Hanke für drei Episoden Alexander von Tal, der für einen Einsatz beim SEK ist.

### Realitätsbezug
Die Vorgehensweise in der Serie hat keinen Bezug zur Arbeit der tatsächlichen Vermisstenstelle der Berliner Polizei, die in ein Dezernat integriert ist, das sich außerdem um alle Brandstiftungen in Berlin, Explosionen und Gefährdungsdelikte im Zusammenhang mit dem Bahn-, Schiffs- und Luftverkehr, Identifizierungsmaßnahmen von unbekannten Toten, Kindesentziehungen, Misshandlungen und Vernachlässigungen von Schutzbefohlenen sowie Fälle von Kindestötungen kümmert. Die Annahme, dass die Polizei in der Realität nur dann tätig wird, wenn eine Person mehr als 24 Stunden vermisst wird, ist nicht zutreffend, denn sie wird ohne zeitlichen Bezug tätig, sofern die betreffende Person ihren gewohnten Lebenskreis verlassen hat, der aktuelle Aufenthaltsort unbekannt ist und zudem eine Gefahr für Leib oder Leben der Person angenommen werden kann.

## Hauptdarsteller
| Schauspieler          | Rollenname        | Dienstgrad               | Episoden                | Staffeln | Zeitraum   | Grund des Ausscheidens                                                                                       |
| --------------------- | ----------------- | ------------------------ | ----------------------- | -------- | ---------- | --- |
| Hans-Werner Meyer     | Oliver Radek      | Kriminalhauptkommissar   | 1–150                   | 1–13     | 2012–2024  | Einstellung der Serie                                                                                        |
| Jasmin Tabatabai      | Mina Amiri        | Kriminalhauptkommissarin | 1–150                   | 1–13     | 2012–2024  | Einstellung der Serie                                                                                        |
| Florian Panzner       | Daniel Prinz      | Kriminaloberkommissar    | 1–37, 42                | 1–4      | 2012–2015  | Kündigung nach Veruntreuung konfiszierten Geldes; arbeitet seitdem als Privatdetektiv                        |
| Susanne Bormann       | Sandra Reiß       | Kriminaloberkommissarin  | 1–43                    | 1–5      | 2012–2016  | Möchte einen Neuanfang in ihrem Leben. Kündigt ihren Job und beginnt ein neues Leben mit ihrem neuen Freund. |
| Julia Thurnau         | Caro Haffner      | Kriminalkommissarin      | 19–23, 26, 28–29, 34–36 | 3–4      | 2014–2015  | Ende der Schwangerschaftsvertretung für Mina Amiri; Versetzung in die Asservatenkammer.                      |
| Bert Tischendorf      | Mark Lohmann      | Kriminaloberkommissar    | 38–66                   | 4–7      | 2015–2018  | Begibt sich nach einem Trauma infolge eines finalen Rettungsschusses in stationäre Behandlung.               |
| Josephin Busch        | Lucy Elbe         | Kriminalkommissarin      | 43–89, 99–150           | 5–13     | 2016–2024  | Einstellung der Serie                                                                                        |
| Aleksandar Radenković | Alexander von Tal | Kriminaloberkommissar    | 67–115, 118–150         | 7–13     | 2018–2024  | Einstellung der Serie                                                                                        |
| Paula Kalenberg       | Jessica Papst     | Kriminalkommissarin      | 90–98, 141              | 9, 13    | 2020, 2024 | Ende der Vertretung Lucy Elbes, die an einem Austauschprogramm teilnahm. Gastauftritt in Staffel 13.         |
| Andreas Leupold       | Richard Hanke     | Kriminalhauptkommissar   | 115–117                 | 11       | 2022       | Vertretung für Alexander von Tal, der zu Beginn der elften Staffel für einen Einsatz zum SEK geht.           |

## Allgemeines
Im ZDF wurde die Serie im Freitagabendprogramm um 21:15 Uhr auf dem Programmplatz der Serien SOKO Leipzig, Flemming und Schuld nach Ferdinand von Schirach ausgestrahlt. In ZDFneo wurde die Serie in der ersten Staffel als Mittwochabendkrimi gesendet, von der zweiten bis fünften Staffel jeweils zwei Tage vor der Ausstrahlung im ZDF.
Die erste Staffel umfasste sechs Episoden und lief von April bis Mai 2012. Die ersten fünf Episoden der 2. Staffel wurden bei ZDFneo ab dem 2. April 2013 gesendet. Die Premiere im ZDF war am 5. April. Diese Staffel umfasst 12 neue Episoden, die dienstags um 21:15 Uhr bei ZDFneo als Abendkrimi gezeigt wurden. Am folgenden Freitag wurde die Episode dann zur selben Zeit auf ZDF wiederholt. Die restlichen 7 Episoden wurden seit 11. September 2013 ausgestrahlt. Die dritte Staffel wurde seit dem 7. August 2013 gedreht und im Jahr 2014 ausgestrahlt. Ab August 2014 wurde die vierte Staffel mit 12 weiteren Episoden produziert und ab April 2015 ausgestrahlt. Ab dem 9. Juni 2015 wurde die fünfte Staffel mit 11 Episoden gedreht, deren Ausstrahlung am 23. Februar 2016 um 21:45 Uhr bei ZDFneo begann. Die Dreharbeiten zur sechsten Staffel mit abermals 12 Episoden begannen im Juni 2016. Die Ausstrahlung fand ab 3. März 2017 statt.
Vom 20. Juni bis 18. Dezember 2017 wurde in Berlin die siebte Staffel gedreht, die Ausstrahlung der ersten von insgesamt 12 Episoden war am 23. Februar 2018 im ZDF. Die Dreharbeiten der achten Staffel starteten Ende Juni 2018 und gingen bis Ende Januar 2019. Die Staffel startete mit der Ausstrahlung des 90-minütigen Staffelstarts am 1. März 2019 im ZDF. Die neunte Staffel wurde von Ende April 2019 bis Mitte Februar 2020 gedreht und ab dem 28. Februar 2020 im ZDF ausgestrahlt. Die Dreharbeiten der zehnten Staffel starteten durch die COVID-19-Pandemie erst Ende Juli 2020 und endeten Mitte Februar 2021. Die Ausstrahlung der Jubiläumsstaffel begann am 12. März 2021 im ZDF.
Anfang 2023 gab das ZDF die Einstellung der Serie nach dem Ende der 13. Staffel bekannt. Als Grund für die Entscheidung wurde die Modernisierung der Programmangebote für die jüngeren Zielgruppen des ZDF genannt. Die finale Staffel wurde von März bis Mai 2024 ausgestrahlt.

## Rezeption
„Retten, was zu retten ist: Im neuen ZDF-Krimi ‚Die letzte Spur‘ sucht ein Ermittlerteam fieberhaft nach Vermissten – immer in der Hoffnung, ein Verbrechen noch verhindern zu können. Die raffinierte Mini-Serie ist ein kleiner Fernseh-Glücksfall, denn sie gibt spannende Rätsel auf.“